# Польско-эстонские отношения
Польско-эстонские отношения — официальные отношения между Эстонией и Польшей. Обе страны являются членами Европейского Союза, НАТО и Организации Объединенных Наций.

## История
Эстония, тогда известная как Ливония, была включена в состав Великого княжества Литовского, а затем Речи Посполитой, которые стали Ливонским княжеством под властью Польши. Ливонская война ещё больше укрепила власть Польши, остановив попытку русских завоевать регион Ливония не занимала какого-либо значимого положения в истории Содружества, так как была разделена между поляками, шведами и датчанами.
Однако под властью России Лифляндия, а затем Эстляндия считались наименее угнетенными и получили номинальный уровень автономии, в частности подъём православного христианства; однако Царство Польское не пользовалось подобной симпатией и находилось под полным управлением российского имперского правительства. Тем не менее, в 1905 году волнения в России приобрели массовый характер, поразив Эстонию и Польшу. Для эстонцев их главным противником в то время были не русские, а немцы, но поскольку немцам были предоставлены привилегии в России, антинемецкие волнения в Эстонии были направлены непосредственно против царского авторитарного правления. Для поляков и русские, и немцы были обычными угнетателями.
После окончания Первой мировой войны и Эстония, и Польша восстановили независимость. Однако усиливающиеся вторжения большевиков объединили две страны в один общий фронт против Советов. Эстония не смогла дать отпор Советскому Союзу, но успех Польши в польско-советской войне помог обоим сохранить свою независимость.
С 1920-х годов Польша и Эстония были союзниками, хотя между ними было мало контактов.
Позже Польша и Эстония пали жертвами нацистской Германии и Советского Союза в 1939 году, власти которого позже аннексировали Эстонию во второй раз, многие эстонцы были насильственно депортированы.
В 1945 году обе страны снова вошли в состав СССР. Правительство СССР пыталось свести к минимуму связь между Эстонией и Польшей, страны не имели никаких отношений до распада СССР.

## Сегодня
Страны установили отношения в 1991 году.
С 1991 года торговля и сотрудничество между Эстонией и Польшей резко расширились, превратив их в экономическое и политическое партнерство. Эстония считает Польшу своим приоритетом в своих отношениях.
И Эстония, и Польша являются членами НАТО и ЕС.